# اينزو سالاس
اينزو سالاس (بالإسبانية: Enzo Salas)‏ هو لاعب كرة قدم أرجنتيني في مركز الهجوم، ولد في 7 سبتمبر 2000 في مدينة كونكورديا، انتري ريوس في الأرجنتين. لعب مع Club Atlético Temperley ‏.

## وصلات خارجية
- اينزو سالاس على موقع قاعدة بيانات كرة القدم.إي يو (الإنجليزية)
- اينزو سالاس على موقع Soccerway.com (الإنجليزية)